# Nermedin Selimov
Nermedin Selimov Chjuseinov (in bulgaro Нермедин Селимов Хюсеинов?; Bisertsi, 3 gennaio 1954) è un ex lottatore bulgaro, specializzato nella lotta libera.

## Palmarès
- Giochi olimpici

Mosca 1980: bronzo nei pesi mosca;